# Ron Leshem
Ron Leshem (hebreo: רון לשם; Tel Aviv, 20 de diciembre de 1976) es un periodista, escritor y guionista israelí ganador del Premio Sapir y nominado al premio Óscar por Beaufort en 2007
Como periodista ha trabajado para la televisión y los periódicos Yedioth Ahronoth y Maariv.
Vive actualmente en Tel Aviv.